# Jan Dąbski

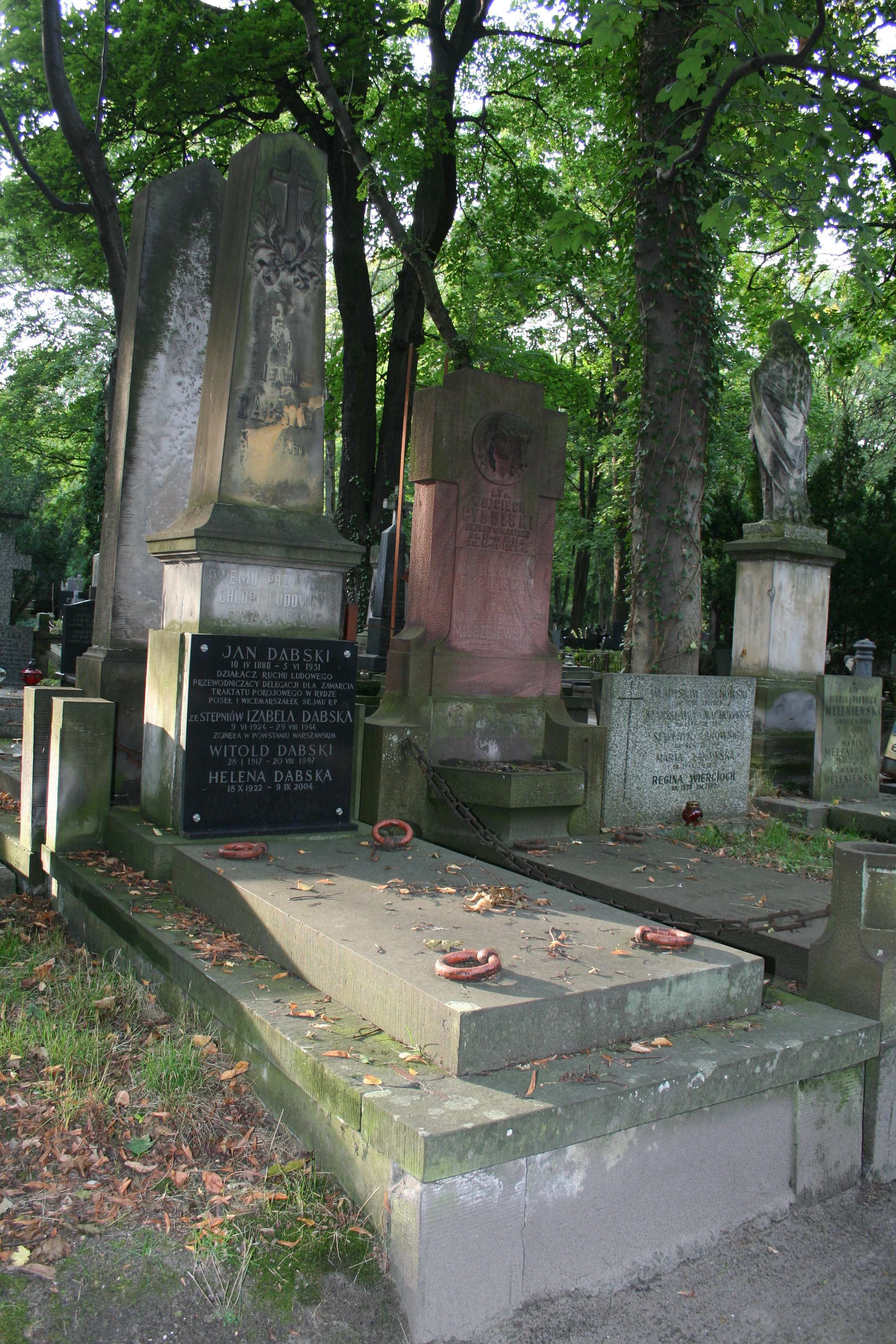
Grób Jana Dąbskiego na cmentarzu Stare Powązki w Warszawie (przed renowacją)

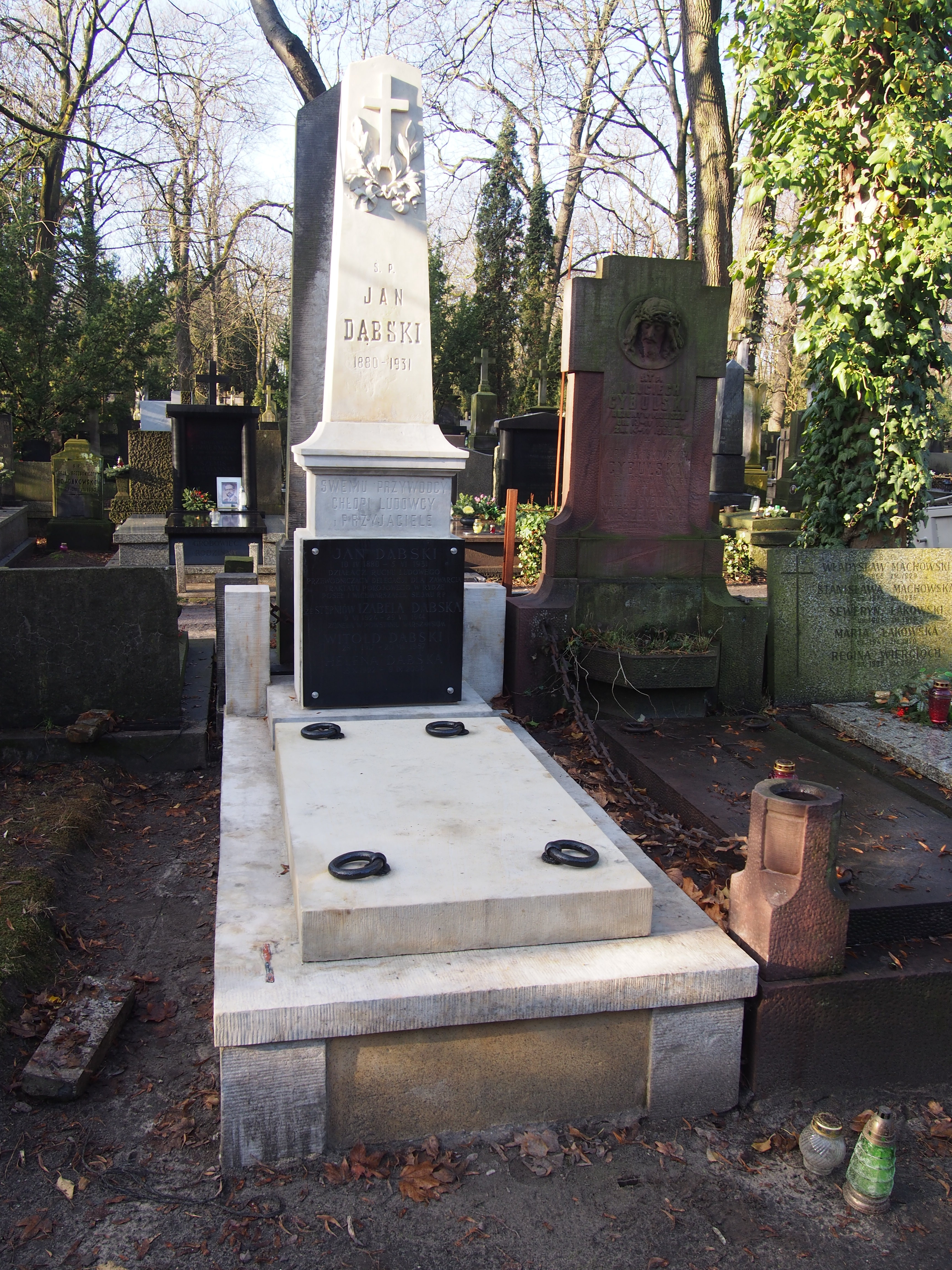
Grób Jana Dąbskiego po renowacji (2023)

Jan Dąbski (ur. 10 kwietnia 1880 w Kukizowie, zm. 5 czerwca 1931 w Warszawie) – polski działacz ludowy i polityk, dziennikarz, przewodniczący delegacji polskiej na rokowania o rozejm, kończący działania wojenne wojny polsko-bolszewickiej w Mińsku i Rydze (1920–1921), sygnatariusz polsko-sowieckiego traktatu pokojowego (18 marca 1921), kierownik Ministerstwa Spraw Zagranicznych (od 24 maja 1921 do 11 czerwca 1921).

## Życiorys
Był synem Tomasza i Marii z domu Billewicz - byli zamożną rodziną chłopską. Edukację rozpoczął w miejscowej szkole ludowej, a po zdaniu matury w 1900 r. rozpoczął w IV Gimnazjum we Lwowie. Następnie rozpoczął studia prawnicze na Uniwersytecie Jana Kazimierza. Zmienił jednak profil studiów na rzecz chemii. W 1906 r. uzyskał absolutorium, które uprawniało do ubiegania się o stopień doktora.
Zaangażował się w tworzenie polskiego ruchu ludowego w Galicji, wstępując do PSL w 1905 r.. W latach 1907–1909 był parlamentarnym korespondentem „Kurjera Lwowskiego” w Wiedniu (1908–1913 jego współredaktor). Po powrocie, zaczął w 1908 redagować także lwowską „Gazetę Ludową”. Wraz z Bolesławem Wysłouchem dokonał rozłamu w polskim ruchu ludowym, powołując do życia w 1912 Polskie Stronnictwo Ludowe – Zjednoczenie Niezawisłych Ludowców, pierwotnie pełniąc funkcję sekretarza, a następnie wiceprezesa Rady Ludowej. Następnie w  1914 stronnictwo  weszło w skład PSL „Piast”. W czerwcu 1914 pod Krajowicami został napadnięty przez konkurentów z ruchu ludowego, odnosząc ciężkie obrażenia.
Działał w organizacjach niepodległościowych, od 1911 r. czynnie działał w Polskich Drużynach Strzeleckich, a od 1912 r. był członkiem Komisji Tymczasowej Skonfederowanych Stronnictw Niepodległościowych.

### Wielka wojna
Po wybuchu wojny jako przedstawiciel ludowców został członkiem sekcji zachodniej został członkiem Naczelnego Komitetu Narodowego (NKN) oraz oficerem 4.  4 pułku piechoty Legionów. Podczas walk w 1915 r, poniósł obrażenia, po których wyleczeniu został oddelegowany do Departamentu Wojskowego NKN, skąd następnie został przeniesiony do Lublina na stanowisko oficera werbunkowego. Do końca wojny pozostał w strukturach wojskowych, m.in. był w Polskim Korpusie Posiłkowym. 
Pod koniec działań wojennych Dąbski ponownie zaangażował się politycznie. W marcu 1917 r. przystąpił do  Zjednoczenia Ludowego, z którego w październiku 1918 r. przeszedł do PSL-Piast. 

### II Rzeczpospolita
Po odzyskaniu przez Polskę niepodległości. W 1919 r. wszedł do Sejmu Ustawodawczego z listy PSL-Piast. Był członkiem komisji rolnej Sejmu Ustawodawczego (1919–1922). Wnioskował o utworzenie Biblioteki Sejmowej, czy referował uchwałę o reformie rolnej. W maju 1920 r. został mianowany wiceministrem spraw zagranicznych w rządzie Leopolda Skulskiego. Stanowisko to piastował również w rządzie Władysława Grabskiego oraz Wincentego Witosa.
Został wyznaczony na przewodniczącego delegacji polskiej w negocjacjach pokojowych ze stroną bolszewicką, podczas rokowań w Mińsku i Rydze. Jak sam wspominał: 

Co do samych prac Konferencji Pokojowej mają one ciągle charakter dyskusyjny, nie przybierając na razie realnych kształtów, jest to wzajemne opukiwanie się i sondowanie zamiarów z jednej i z drugiej strony.

18 marca 1921 r. podpisano traktat ryski, którego niewątpliwie można uznać za dyplomatyczny sukces Dąbskiego. Negocjował tajnie z Adolfem Joffe warunki rozejmu i pokoju, był jednym z sygnatariuszy traktatu. Wiceministra odznaczono Wielką Wstęgą Orderu Polonia Restituta.
20 maja 1921 r. minister spraw zagranicznych Eustachy Sapieha podał się do dymisji. Cztery dni później Dąbskiego mianowano kierownikiem MSW w rządzie Witosa. Jako szef ministerstwa, monitorował przebieg pertraktacji z Niemcami na rzecz podziału Górnego Śląska, co było spowodowane zakończeniem III powstania śląskiego. Za jego kadencji podpisano z Niemcami konwencję w sprawie reparacji 3.06.19210, podjęto rokowania z Rumunią w dziedzinach handlowych oraz próbował nawiązać stosunki dyplomatyczne z Rosją Sowiecką w ramach realizacji postanowień ryskich.
Urzędowanie Dąbskiego w ministerstwie zakończyło się 11 czerwca 1921 r., gdy premier Witos mianował Konstantego Skirmunta ministrem MSZ.
Pozostał w polityce. Od 1922 r. był posłem na Sejm I,II i III kadencji. Odszedł z PSL "Piast" i w 1923 r. założył PSL „Jedność Ludową”, a po połączeniu z PSL „Wyzwoleniem”, utworzył Związek Polskich Stronnictw Ludowych, którego został prezesem. Jednakże w styczniu 1926 r. został wykluczony przez sąd partyjny za „nielojalność i niesubordynację”. W tym samym miesiącu współorganizował Stronnictwo Chłopskie, na którego szefa został wybrany. Partia ta poparła zamach majowy, lecz rok później przeszła do opozycji. W latach 1928–1931 sprawował funkcję wicemarszałka Sejmu. Był czołowym działaczem Centrolewu, a także Komisji Porozumiewawczej dla Obrony Republiki i Demokracji. 
29 sierpnia 1930, tuż po przebytej operacji żołądka, został dotkliwie pobity przez nieznanych sprawców w wojskowych mundurach.
Zmarł 5 czerwca 1931 r. z powodu choroby serca. 7 czerwca spoczął na cmentarzu Stare Powązki w Warszawie (kwatera 205–5–7).
W 2022 roku Fundacja ,,Stare Powązki" na zlecenie Kancelarii Prezesa Rady Ministrów, w ramach projektu odrestaurowywania grobów ministrów II RP, odnowiła miejsce pochówku Ministra spraw zagranicznych.

## Życie prywatne
Jego żoną była Zofia z domu Woyniłłowicz (1913 - 1928), z  którą miał dwójkę potomstwa - syna Witolda (ur. w 1917 r.) i córkę Bożenę (ur. w 1921 r.).

## Odznaczenia
- Wielka Wstęga Orderu Odrodzenia Polski (13 lipca 1921) „za zasługi, położone dla Rzeczypospolitej Polskiej przy zakończeniu wojny”[12][13][14][15]
- Krzyż Niepodległości (5 sierpnia 1937, pośmiertnie)[16]
- Komandor Orderu Legii Honorowej (Francja)[12]
- Komandor Orderu Korony Włoch (1921, Włochy)[17]
- odznaczenia austriackie, fińskie i rumuńskie[12]

## Wybrane prace
- Dąbski J., Pokój ryski. Wspomnienia, pertraktacje, tajne układy z Joffem, listy. Warszawa 1931.